# Региональный ландшафтный парк
Региональные ландшафтные (пейзажные) парки (РЛП) — отдельная категория территорий и объектов природно-заповедного фонда в Польше, Чехии, Словакии, Словении и Украине.
Важная региональная ступенька в иерархии охраны природы, что в целом состоит из глобального (биосферного), национального, регионального и локального (местного) уровней.
Являются природоохранными рекреационными учреждениями местного или регионального значения, которые создаются с целью сохранения в естественном состоянии типичных или уникальных природных комплексов и объектов, а также обеспечения условий для организованного отдыха населения. Организуются с изъятием или без изъятия земельных участков, водных и других природных объектов у их собственников или пользователей.
Региональный ландшафтный парк подчеркивает природное своеобразие региона, а также указывает на региональный характер источников финансирования деятельности РЛП.
Главными задачами региональных ландшафтных парков являются:
- сохранение ценных природных и историко-культурных комплексов и объектов;
- создание условий для эффективного туризма, отдыха и других видов рекреационной деятельности в природных условиях с соблюдением режима охраны заповедных природных комплексов и объектов;
- содействия экологической образовательно-воспитательной работе.

По классификации IUCN относятся к V категории.

## Региональные ландшафтные парки на Украине
- «Беловодский»
- «Бакальская коса»
- «Великобурлуцкая степь»
- «Верхнеднестровские бескиды»
- «Гранитно-Степное Побужье»
- «Дерманско-Мостовский»
- «Диканьский»
- «Днепровские острова»
- «Днестровский»
- «Днестровский каньон»
- «Донецкий кряж»
- «Загребелье»
- «Зарваницкий»
- «Знесенье»
- «Зуевский»
- «Измаильские острова»
- «Изюмская излучина»
- «Клебан-Бык»
- «Кинбурнская коса»
- «Краматорский»
- «Кременчугские плавни»
- «Малёванка»
- «Межреченский»
- «Меотида»
- «Надслучанский»
- «Надсанский»
- «Нижневорсклянский»
- «Ольховая балка»
- «Печенежское поле»
- «Половецкая степь»
- «Приингульский»
- «Припять-Стоход»
- «Притисянский»
- «Прудищанский»
- «Равское Расточье»
- «Сеймский»
- «Славянский курорт»

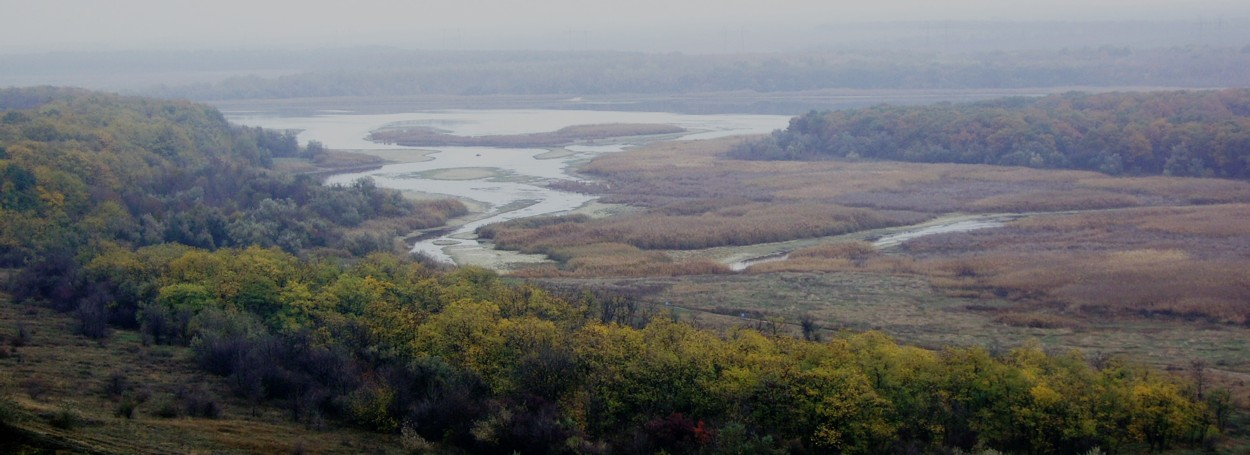
Региональный ландшафтный парк «Клебан-Бык»

- «Тилигульский» (Николаевская область)
- «Тилигульский» (Одесская область)
- «Трахтемиров»

## Региональные ландшафтные парки в Польше

### Куявско-Поморское воеводство

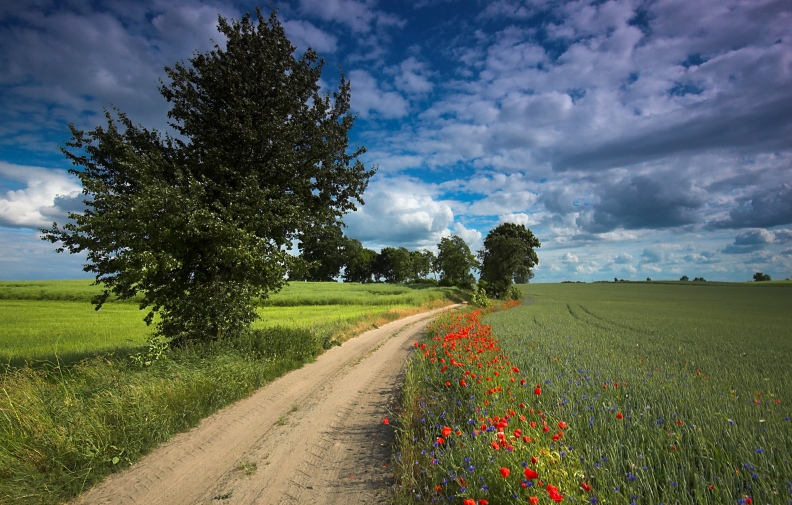
Краенский региональный ландшафтный парк

- «Бродницкий»
- «Вдецкий»
- «Гостининско—Влоцлавский»
- «Гужненско—Лидзбарский»
- «Краенский»
- «Надвислянский»
- «Надгопланский парк Тысячелетия»
- «Тухольский»
- «Хельминский»

### Лодзинское воеводство

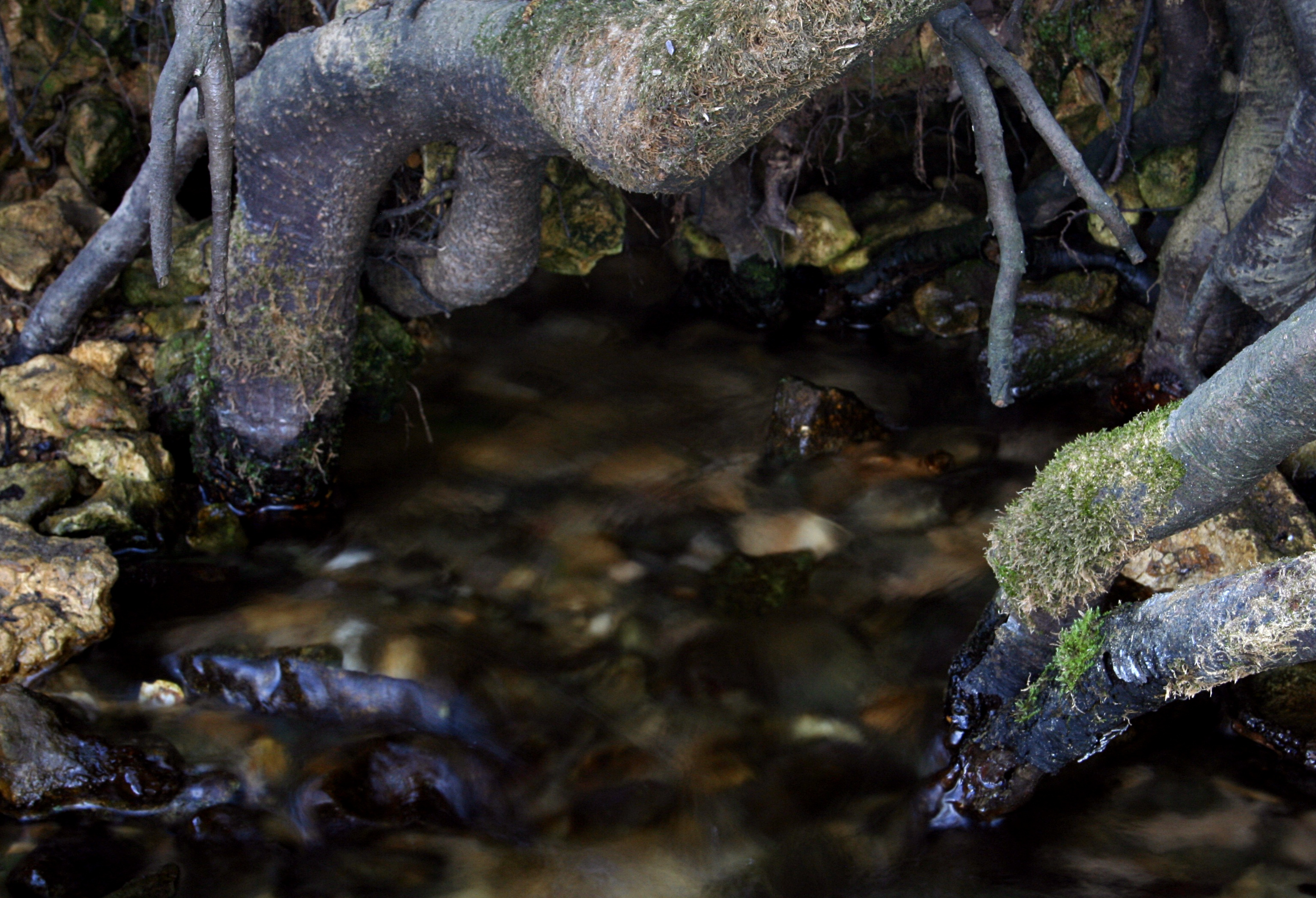
Гранатовый родник в Залечанском РЛП.

- «Болимовский»
- «Залечанский»
- «Лодзинские верхи»
- «Междуречье Варты и Видавки»
- «Пжедборский»
- «Сулеёвский»
- «Спальский»

### Люблинское воеводство

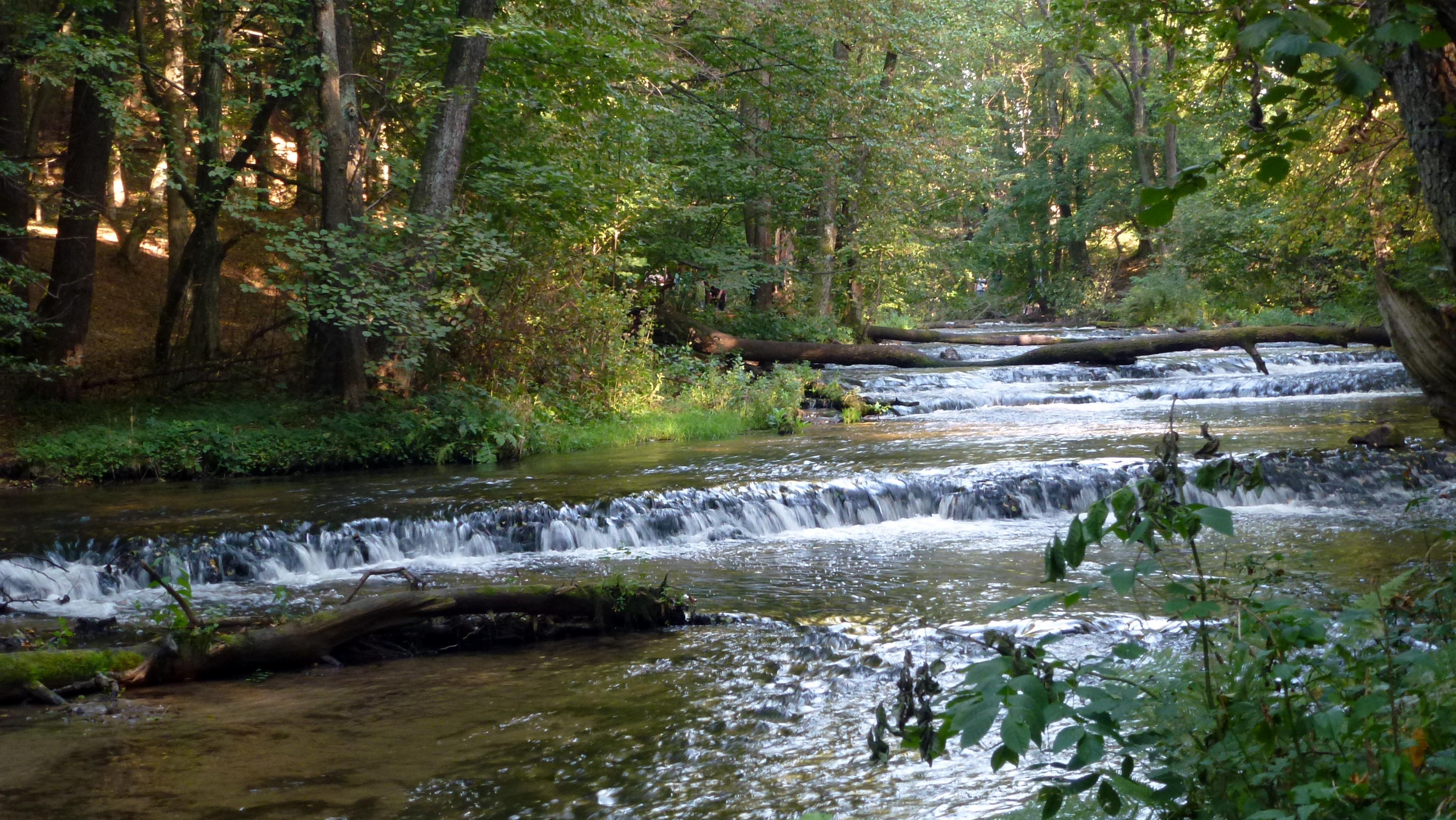
Региональный ландшафтный парк «Сольская Пуща»

- «Вжеловецкий»
- «Казимерский»
- «Кжчоновский»
- «Козловецкий»
- «Краснобродский»
- «Лечинское подозёрье»
- «Надвепжанский»
- «Подляшский изгиб Буга»
- «Полеский»
- «Скербешовский»
- «Собиборский»
- «Сольская Пуща»
- «Стрелецкий»
- «Хельмский»
- «Щебжечинский»
- «Южно—розточанский»
- «Яновские леса»

### Любушское воеводство

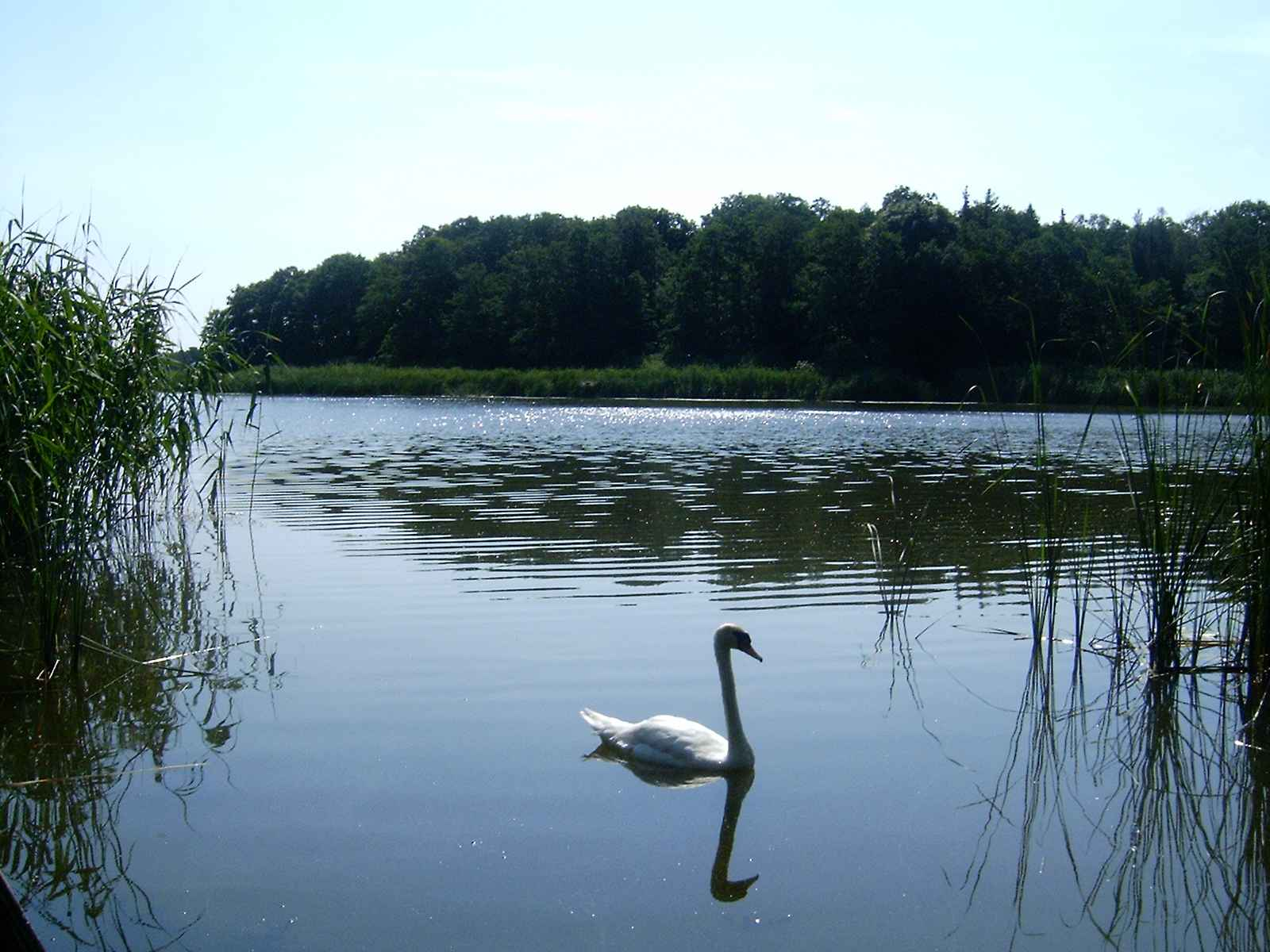
Конваловое озеро в Пжеманцком РЛП

- «Барлинецко—Горжовский»
- «Грыжинский»
- «Кжесинский»
- «Лаговский»
- «Мужаковский изгиб»
- «Пжеманцкий»
- «Пщевский»
- «Устье Варты»

### Нижнесилезское воеводство

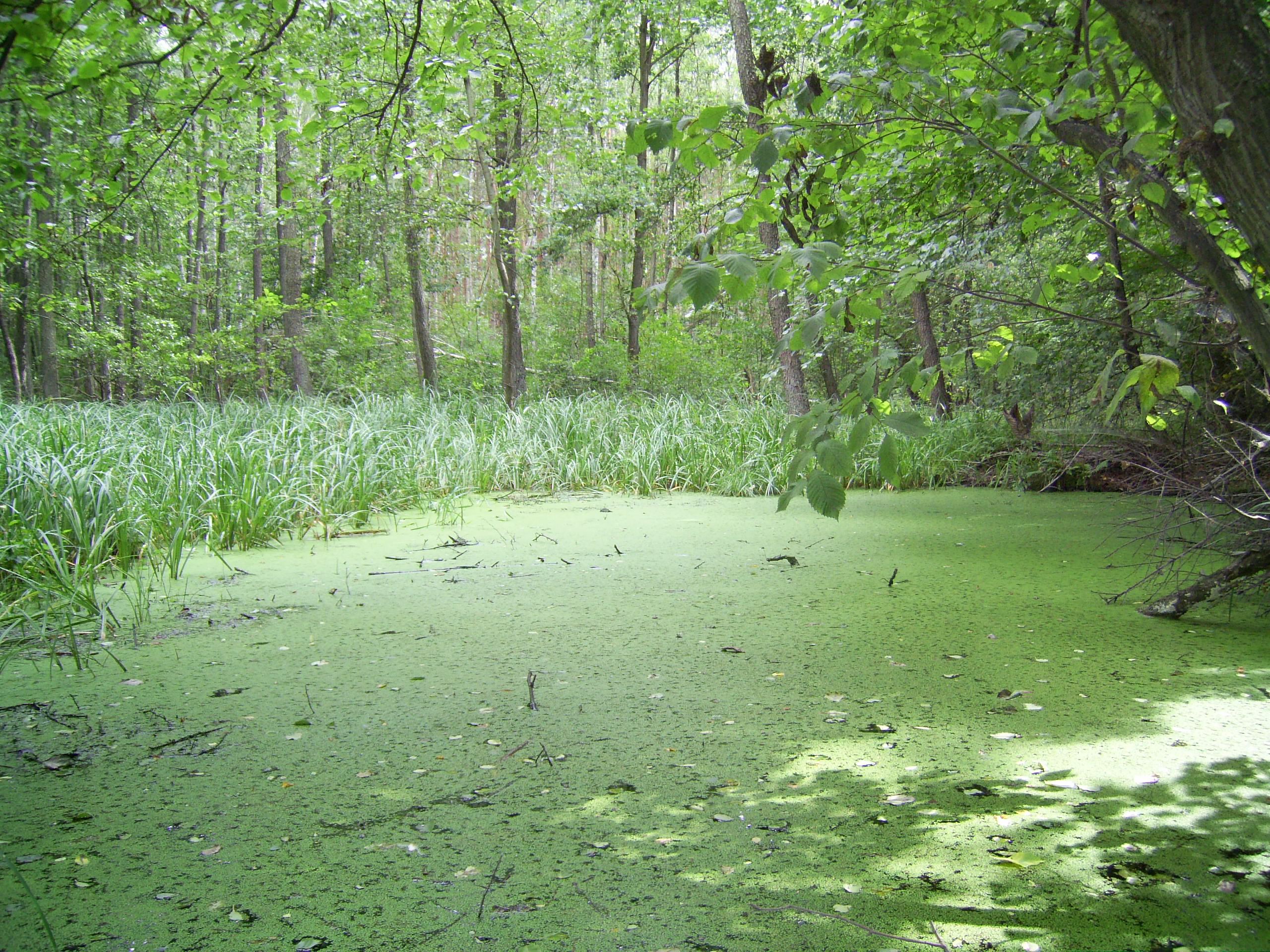
Региональный ландшафтный парк «Долина Йезежицы»

- «Вальбжихские Судеты»
- «Долина Барыча»
- «Долина Бобры»
- «Долина Быстрицы»
- «Долина Йезежицы»
- «Ксяжаньский»
- «Пжемковский»
- «Рудавский»
- «Сламжаньский»
- «Снежницкий»
- «Совиные горы»
- «Хельмский»

### Подкарпатское воеводство

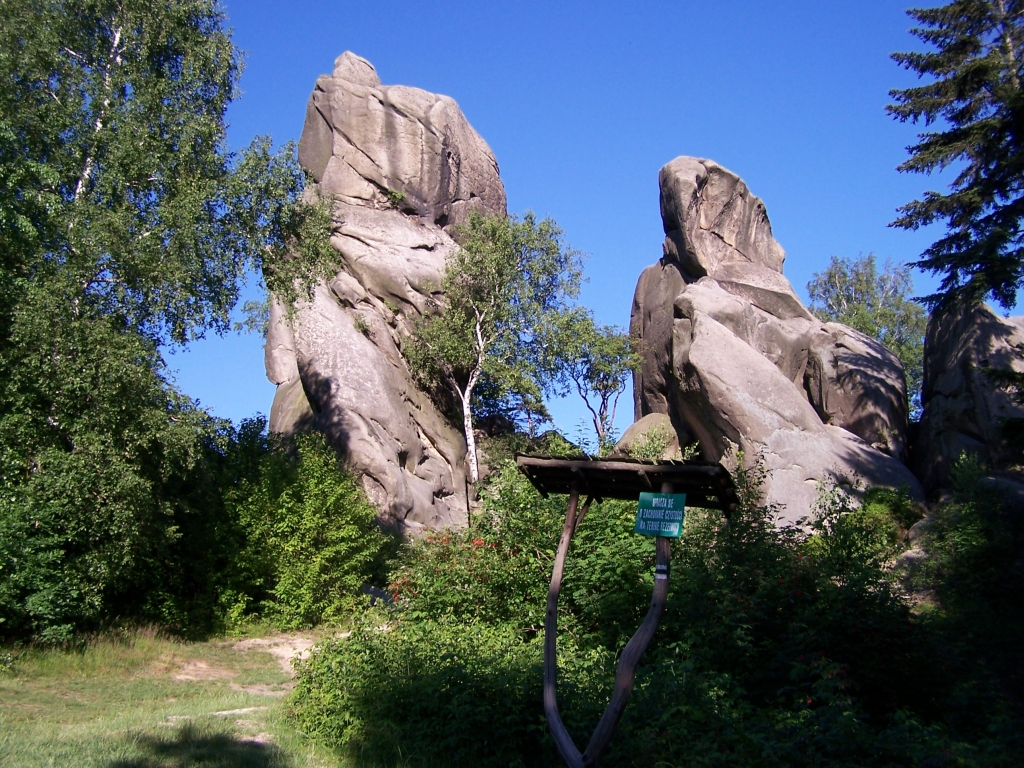
Чарножецко—Стжызовский региональный ландшафтный парк

- «Долина Сана»
- «Пжемыское нагорье»
- «Русло Бжанки»
- «Слонные горы»
- «Сольская пуща»
- «Чарножецко—Стжызовский»
- «Циснянско—Ветлинский»
- «Южно-Росточинский»
- «Яновские леса»
- «Яслиский»

## Региональные ландшафтные парки Словакии

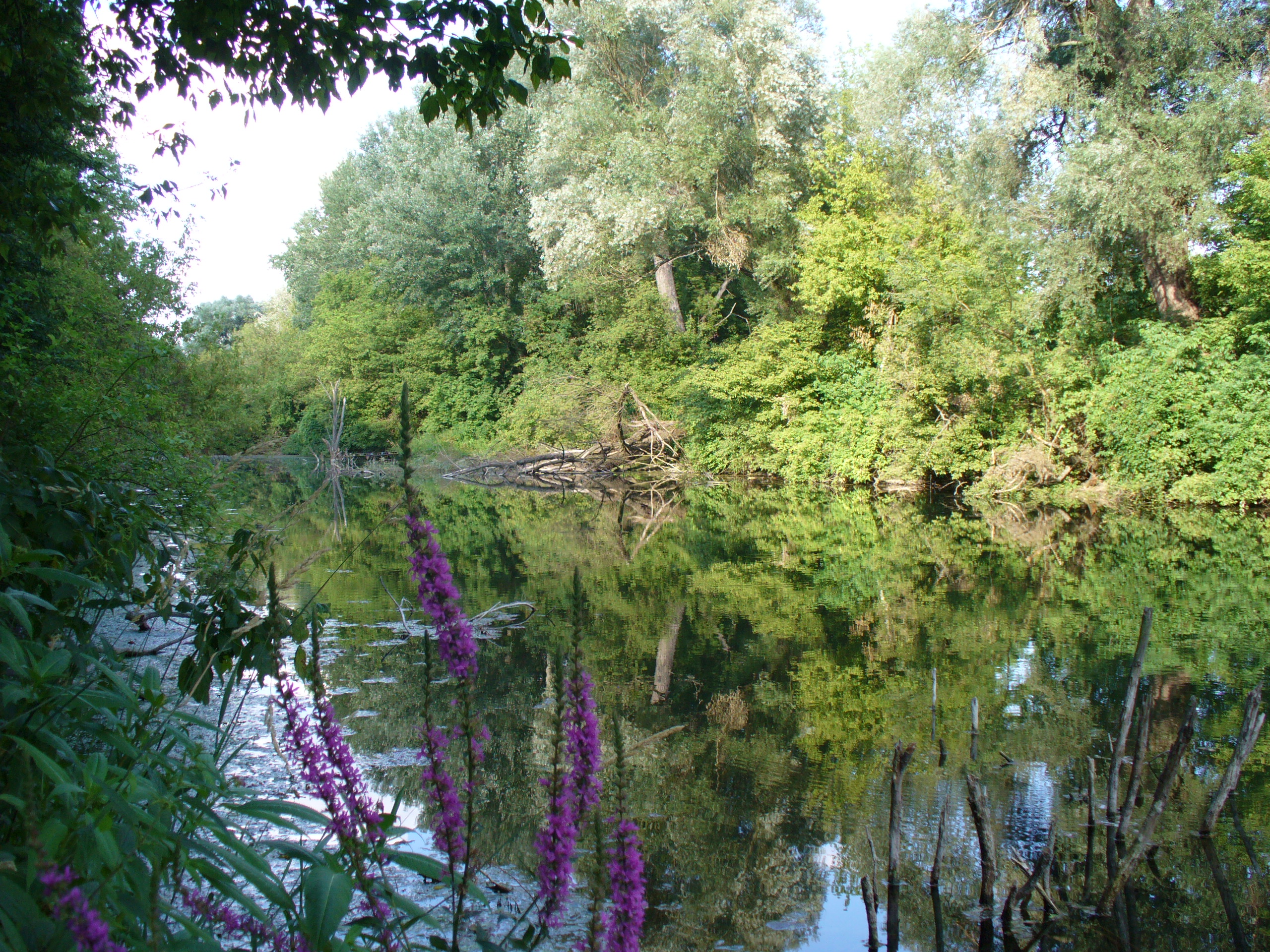
Региональный ландшафтный парк «Дунайские луга»

- «Белые Карпаты»
- «Вигорлат»
- «Восточные Карпаты»
- «Горная Орава»
- «Дунайские луга»
- «Загорье»
- «Кисуце»
- «Латорица»
- «Малые Карпаты»
- «Поляна»
- «Понитре»
- «Стражовские возвышенности»
- «Церова верховина»
- «Штявницкие возвышенности»

## Региональные ландшафтные парки Словении
- «Бановичские шахты»
- «Бека»
- «Боч»
- «Верхняя Идрица»
- «Голте»
- «Гора Кум»
- «Гражчинский комплекс Снежник»
- «Драва»
- «Ерузалемско (ормовское нагорье)»
- «Жаблек»
- «Заячья дубрава»
- «Зеленцы»
- «Каменчак—Храстовец»
- «Колпа»
- «Лахинья»
- «Логарская долина»
- «Люблянское болото»

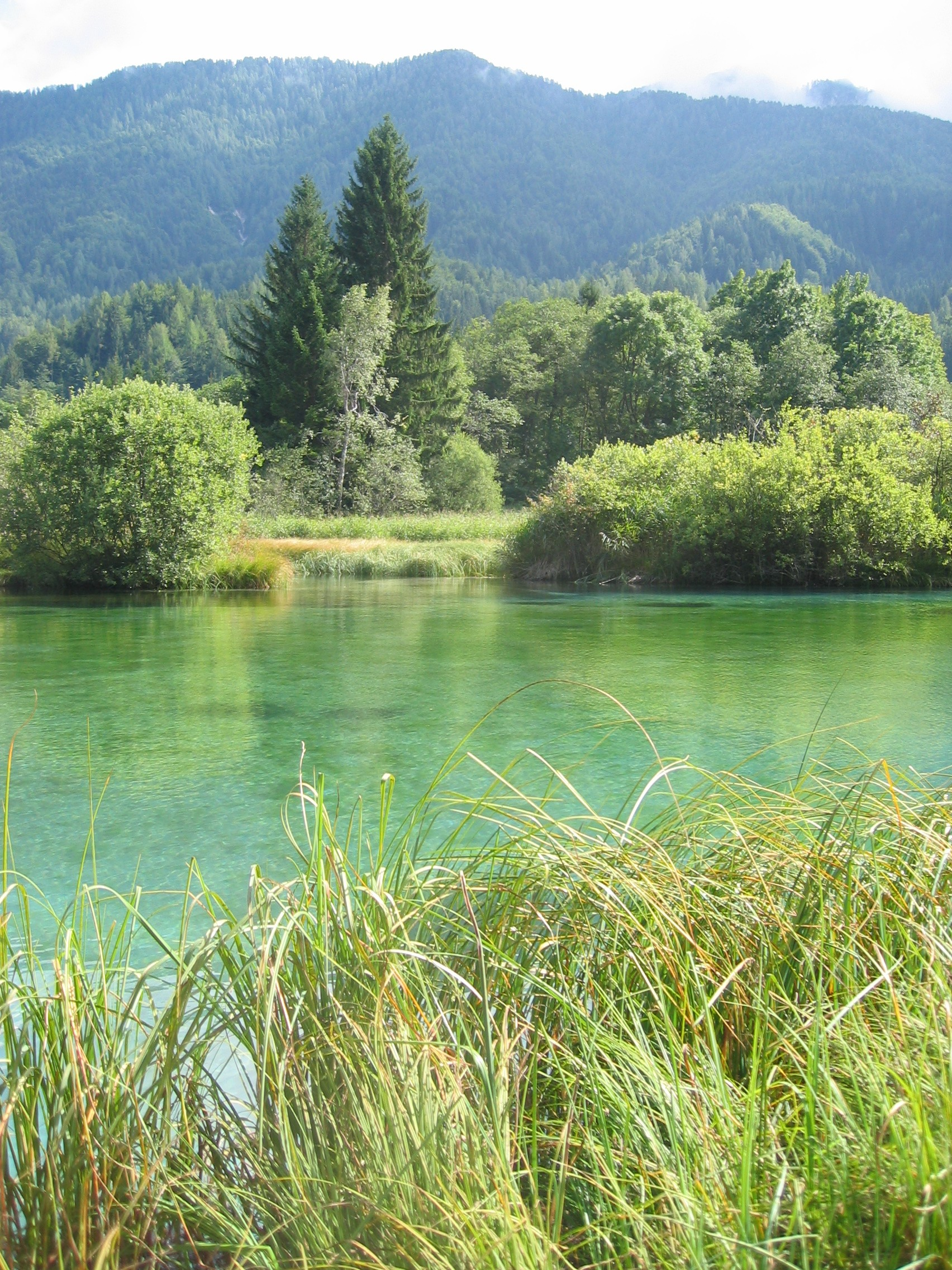
Региональный ландшафтный парк «Зеленцы»

- «Лютомерский пруд, Ерузалемское нагорье»
- «Мариборское озеро»
- «Машун»
- «Мрзлица»
- «Мемориальный парк революционных традиций деревни Домжале»
- «Негова на неговском озере»
- «Планинское поле»
- «Плато Нанос»
- «Польгодрайские доломиты»
- «Пониковский крас»
- «Порезен—Давча»
- «Раденское поле»
- «Раковский Шкочьян»
- «Раковый пруд—Пожег»
- «Робанов угол»
- «Сешовелийские солонцы»
- «Скважины и шахты в Моравцах»
- «Струньял»
- «Тиволи—гора Рожник—гора Шишка»
- «Топля»
- «Трновский лес»
- «Удиновый бор»
- «Штаньел»
- «Штатенберг»
- «Штурмовцы»
- «Яренинская долина»

## Региональные ландшафтные парки Чехии

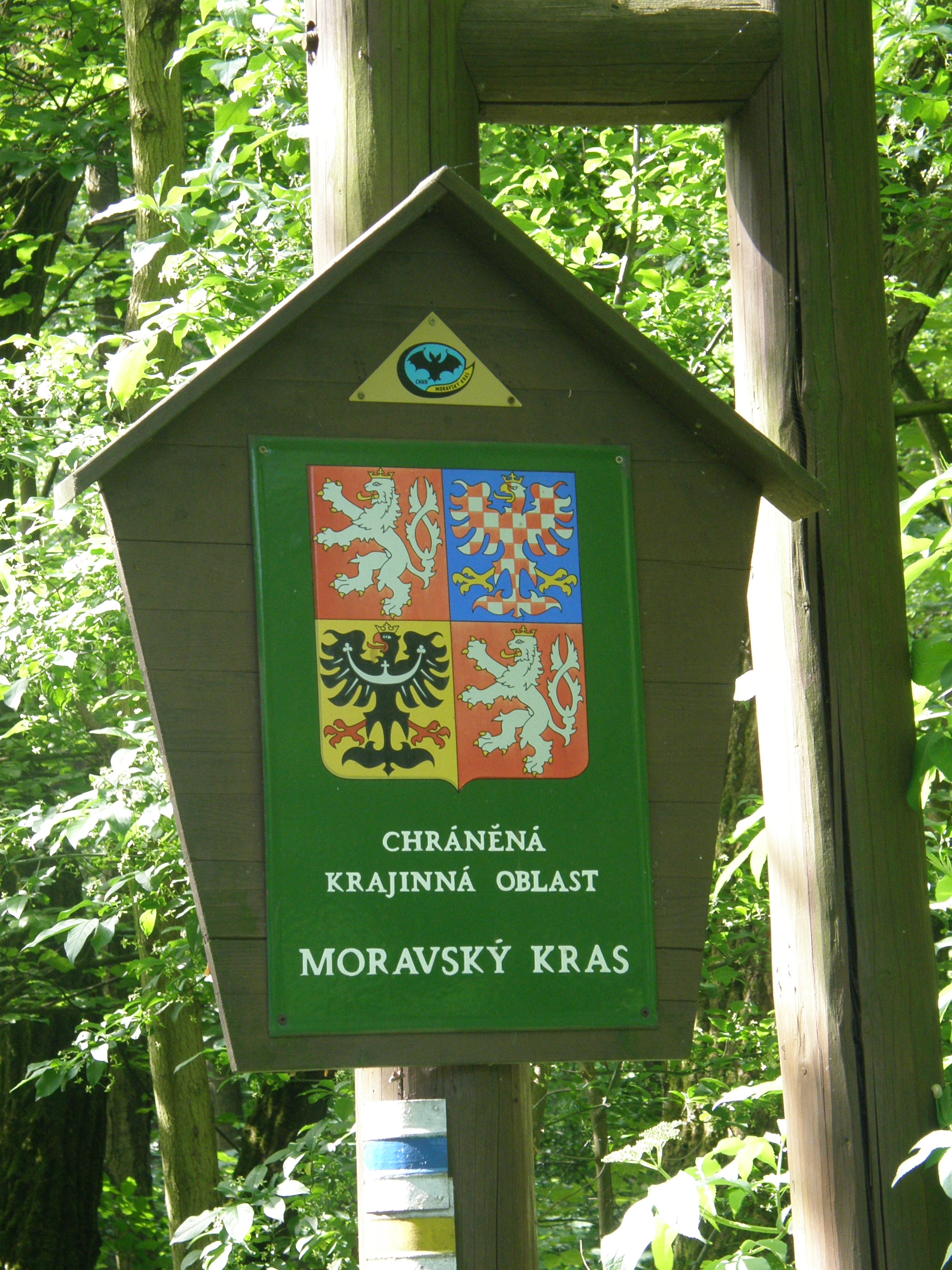
Региональный ландшафтный парк «Моравский крас»

- «Белые Карпаты»
- «Бескиды»
- «Бланик»
- «Бланский лес»
- «Брумовско»
- «Езерские горы»
- «Есеники»
- «Ждярские возвышенности»
- «Железные горы»
- «Кокоржинско»
- «Крживоклятско»
- «Лабские песчаники»
- «Литовельское Поморавье»
- «Лужитские горы»
- «Моравский крас»
- «Орлитские горы»
- «Палава»
- «Поодрие»
- «Славковский лес»
- «Тржебоньско»
- «Чешский крас»
- «Чешский лес»
- «Чешский рай»
- «Чешское центральное нагорье»
- «Шумава»